# Antiguo perro de muestra danés

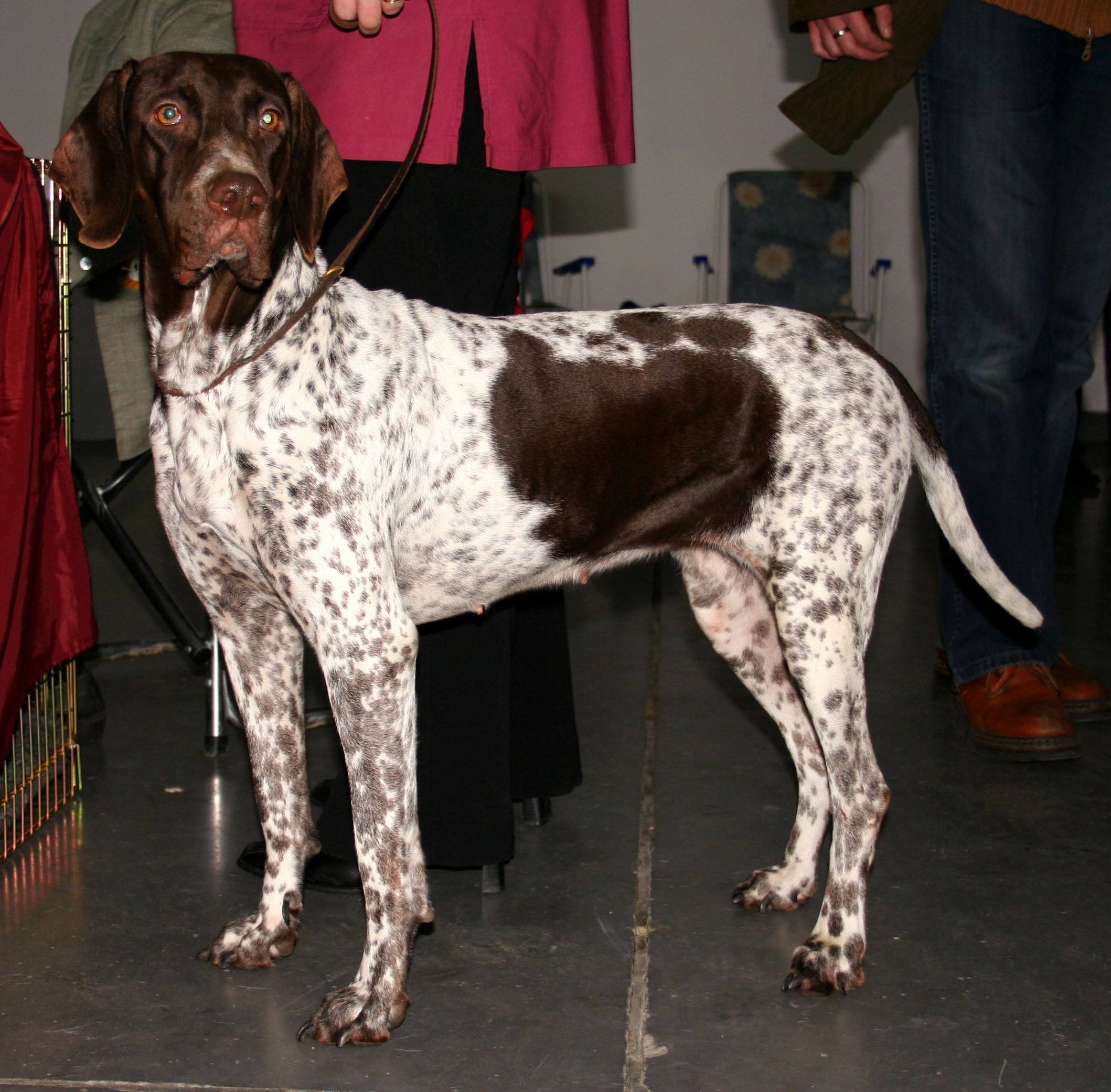
Antiguo perro de muestra danés.

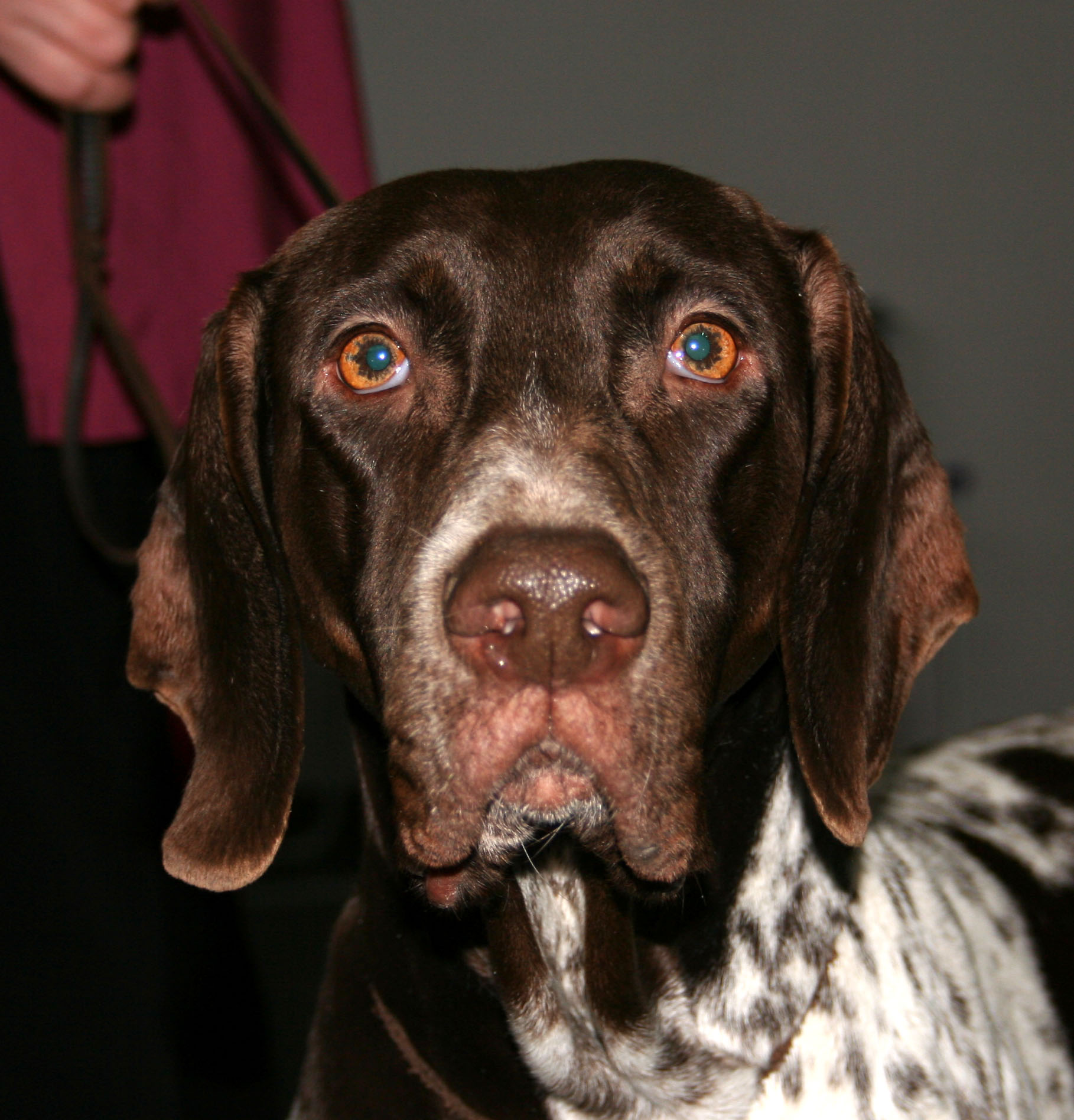
Cabeza del antiguo perro de muestra danés.

El Antiguo perro de muestra danés es una raza canina de tamaño medio con marcas marrones originario de Dinamarca.
Su nombre en danés es gammel dansk hønsehund, que literalmente significa perro de caza de aves. Se encuentra en el grupo 7, sección 1 de la Federación Cinológica Internacional.

## Descripción

### Apariencia
Su constitución es fuerte, una de sus características más claras es la gran diferencia entre macho y hembra. Mientras el macho es potente y substancioso, la hembra es más ligera, espirituosa y caprichosa.
- Altura: Macho 54-60 cm (21-23.5 in), se prefiere por encima de 56 cm. Hembras 50-56 cm (19.5-22 in), se prefiere por encima de 52 cm .
- Peso: Macho: 30-35 kg (66-77 lb). Hembra: 26-31 kg (57-68 lb)

### Temperamento
Da impresión de perro callado y estable pero que muestra determinación y coraje. Durante la caza progresa lentamente, siempre manteniendo contacto con el cazador y cumpliendo su tarea de perro de muestra, discretamente, sin perturbar a su alrededor. La raza está pensada para jaurías tanto grandes como pequeñas.
Se trata de un perro familiar siempre y cuando haga suficiente ejercicio. Es rápido y activo y vive en lugares al aire libre y de interior, pero no es nada conveniente para lugares pequeños.

## Historia

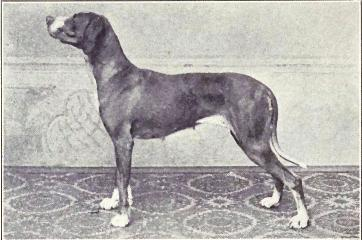
Antiguo perro de muestra danés (1915).

El origen de la raza puede trazarse hasta el año 1710, cuando un hombre llamado Morten Bak, habitante de Glenstrup, cerca de la ciudad de Randers y Hobro en Dinamarca, cruzó perros bastardos (posiblemente descendientes de antiguos perros de muestra españoles) durante 8 generaciones con perros de granja de grandes manchas negras, hasta obtener una raza pura de perros blancos y marrones llamados Bakhounds o Old danish pointers. Los granjeros llamaban a sus perros de granja Bloodhounds (Perro de San Huberto), pero es posible que fueran una rama bastarda de descendientes de sabuesos Squire, a su vez descendientes de Perros de San Huberto.